# The Hunchback of Notre Dame (1923)
The Hunchback of Notre Dame (prt: Nossa Senhora de Paris; bra: O Corcunda de Notre-Dame) é a primeira das muitas adaptações cinematográficas do livro Notre-Dame de Paris, de Victor Hugo.
Mesmo após tantas versões, e com efeitos especiais e maquiagem mais sofisticados dos filmes posteriores, este é considerado cult, pela marcante atuação de Lon Chaney e pelo clima gótico criado pelo diretor.

## Sinopse
Na Paris do século XVIII, o sineiro da catedral de Notre-Dame, Quasímodo, deformado por um acidente de infância, apaixona-se pela cigana Esmeralda. Mas o padre que o acolhera reprime essa paixão com maus-tratos e humilhações.

## Elenco
- Lon Chaney  .... Quasímodo
- Patsy Ruth Miller  .... Esmeralda
- Norman Kerry  .... Phoebus de Chateaupers
- Kate Lester .... Madame de Condelaurier
- Winifred Bryson  .... Flor de Lis
- Nigel De Brulier  .... Don Claudio
- Brandon Hurst  .... Jehan
- Ernest Torrence  .... Clopin
- Tully Marshall  .... Luís XI da França
- Harry von Meter  .... Mons. Neufchatel
- Raymond Hatton  .... Gringoire
- Nick De Ruiz  .... Mons. Le Torteru
- Eulalie Jensen  .... Marie
- Roy Laidlaw  .... Charmolu
- Ray Myers  .... Assistente de Charmolu
- William Parke  .... Josephus
- Gladys Brockwell  .... Irmã Gudule
- John Cossar  .... Juiz da Corte